# 芎林文林閣
24°46′25″N 121°04′58″E / 24.773514°N 121.082778°E
芎林文林閣（海陸腔客拼：vun lim gog，饒平腔客拼：vun lim gogˋ），是位於臺灣新竹縣芎林鄉文林村的文昌祠，光緒二年（1876年）建，推動二十世紀初臺灣掀起宗教戒毒運動。

## 歷史沿革

### 早期發展
芎林文林閣的歷史可追溯同治年間，至今留有當時所立的碑。起初，舉人鄧兆熊設文林社於該址，與芎林、竹東、六家、橫山的文人以文會友。
光緒二年（1876年），獲彭殿華等樹杞林堡士紳鳩貲創建文祠，聘鄧兆熊擔任教師。廟除主祀文昌帝君外，也祭祀關呂張三恩主、神農大帝等。

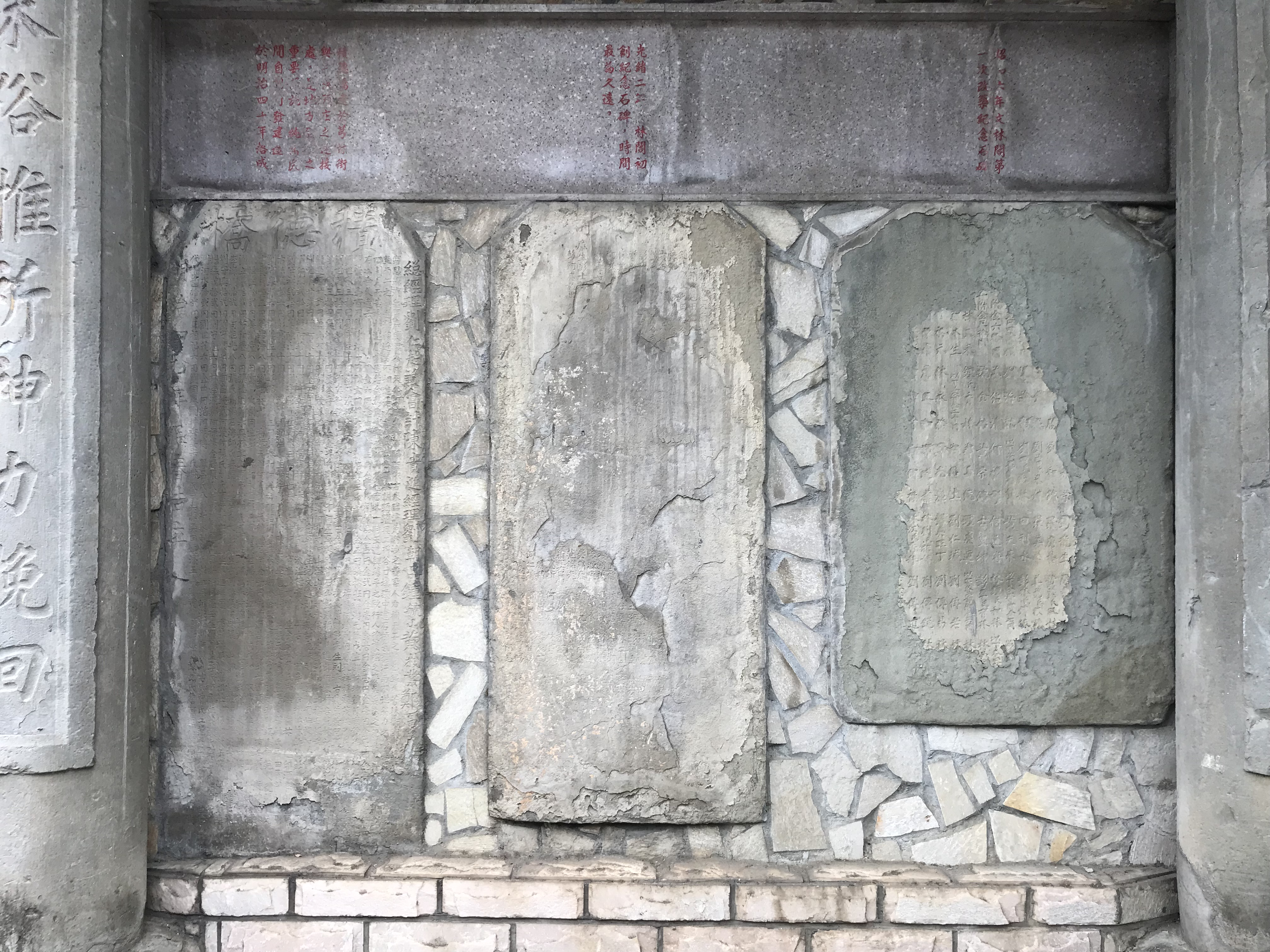
古碑

《新竹縣採訪冊》卷五．竹北堡碑碣：
|  | 九芎林文昌祠捐獻地基並祀租碑：...在縣東二十二里九芎林文昌祠，一名文林閣。官九和獻本廟地基一所。彭阿慶獻外坪地基二丈。 彭武才充祀典租十五石。劉維翰充祀典租十石。鍾枝順充祀典租六石。張云龍充祀典租二石。林壽記充祀典埔一所。林其奢充祀典租一所。彭開日、曾新魁合充祀典埔一所。鄭益豐充祀典埔一所。六合成充祀典園租銀六元。光緒二年十一月□□□立。捐建總董：彭殿華、林學源、陳鴻賓、邱學德。 |

### 傳播鸞堂
設立之初，廟附設有漢藥舖、及提供扶乩、戒毒處。臺灣開始以鸞堂戒毒癮，即降筆會運動，大約是在1898年由彭殿華引進廣東道士到芎林高梘頭。該年春，彭殿華派族人去祖籍陸豐縣的五雲洞恩主公求得宗教力量以幫助鴉片癮者戒毒後，響應者甚眾，便在文林閣設立取名為「明復堂」的鸞堂，帶動恩主公信仰的傳播到全臺灣各地，尤其是苗栗、東勢、美濃等客家庄。
此運動讓1901年官方鴉片賣出確有下降，使得降筆會運動最終被鎮壓。在彭殿華又名「復善堂」的此鸞堂帶動下，也促使無法再參加科舉的台灣文人成了鸞生，原先的雲梯書院轉為修省堂、重華書院轉為重華堂。

### 近代改變
鄧雨賢為鄧兆熊的曾孫。據鄧雨賢同事古慶瑞表示，鄧雨賢來芎林國小教書時，就住在文林閣廂房。
1942年，廟宇改建。1953年，廟方成立財團法人後，將廟地大部份供與芎林國小校地使用。
1991年夏，東廂倒坍。1994年7月，管理委員會研商後決定將廟宇拆除重建。此次設計，除三樓為廟殿，特將一、二樓作為文活動之用學子閱讀之用；廟入口斜梯，安裝由鄉親賴錦浪在緬甸取得、重達30公噸的白玉石；左側豎立同治、光緒年間的廟碑，及積德橋碑。1996年1月9日，舉行重建後登龕大典，由重建主任委員劉阿鋉主持，省府秘書長許文志、民政廳長陳進興、縣長范振宗等到場。2001年12月3日，舉行慶成酬恩圓滿福醮。2002年4月16日，從關西鎮移植兩株代表芎林鄉的九芎樹，以供鄉親懷念。
自1982年新竹縣市分治後，新竹縣就長年無官辦的祭孔釋奠典禮，直到楊文科任縣長時2022年9月28日教師節在文林閣舉行。